# Mercurey

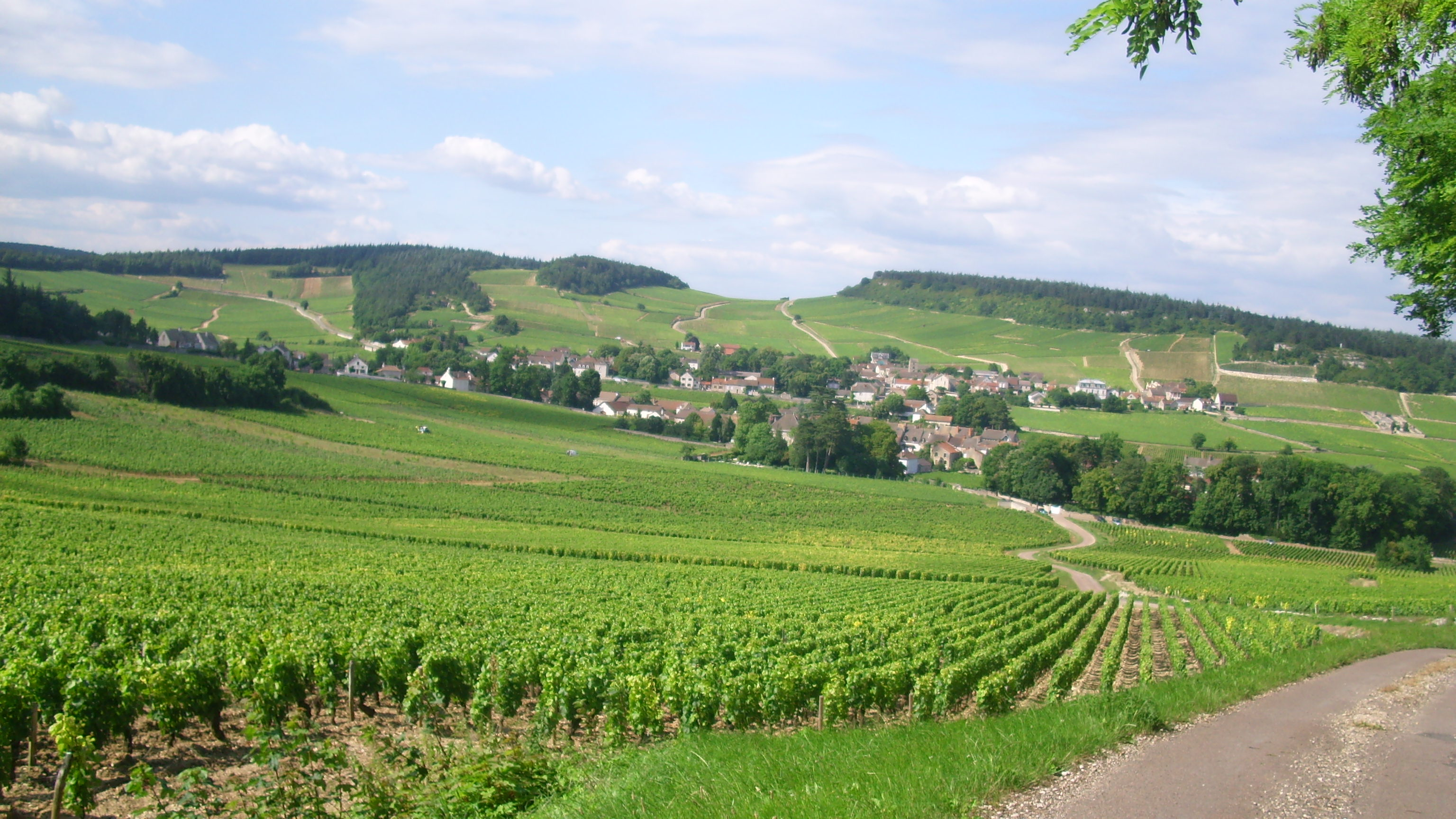
Mercurey

Mercurey – miejscowość i gmina we Francji, w regionie Burgundia-Franche-Comté, w departamencie Saona i Loara.
Według danych na rok 1999 gminę zamieszkiwało 1269 osób, a gęstość zaludnienia wynosiła 82 osoby/km² (wśród 2044 gmin Burgundii Mercurey plasuje się na 181. miejscu pod względem liczby ludności, natomiast pod względem powierzchni na miejscu 627.).